# Église Saint-Chrysogone de Zadar
L'église Saint-Chrysogone (en croate : Crkva sv. Krševana) est une église catholique romaine située à Zadar, en Croatie, nommée d'après Chrysogone d'Aquilée, le saint patron de la ville.
L'église romane fut consacrée par Lampridius, archevêque de Zadar, en 1175. Construite à l'emplacement d'un emporium romain, elle a remplacé l'église Saint-Antoine-l'Ermite et est le seul vestige d'une grande abbaye bénédictine médiévale. En 1387, Elisabeth de Bosnie, la reine douairière assassinée de Hongrie et de Dalmatie, fut secrètement enterrée dans l'église, où son corps resta pendant trois ans jusqu'à ce qu'il soit transféré dans la basilique de Székesfehérvár en Hongrie. La construction d'un clocher a commencé en 1485, mais a été abandonnée en 1546 et n'a jamais été achevée.

## Sources
- Crkva Sv. Krševana Archives (en Croate)

## Voir également
- Architecture de la Croatie
- Église Saint-Donat